# Tekne
Tekne Srl est une entreprise italienne créée en 1989. D'abord centre d'ingénierie électronique, elle s'est diversifiée en réalisant des équipements spéciaux adaptés sur des châssis lourds de camions Iveco et Astra puis, est devenue constructeur de véhicules militaires et civils et plus récemment d'autobus.

## Histoire
L'entreprise familiale Tekne Srl est fondée le 27 juillet 1989. Lors de sa création, c'était un bureau d'ingénierie électronique. Rapidement, elle se développe dans la réalisation de cartes électroniques destinées aux applications de son invention. Elle poursuit sa diversification dans un secteur de niche, les systèmes électriques dédiés aux véhicules spéciaux faisant appel à l'électronique comme les véhicules spéciaux avec capteurs de charge, de comportement, de mouvement.
Une branche d'activité est créée lors de la reprise d'une concession de la marque Astra des Abruzzes. rapidement, elle est confrontée à des demandes particulières de certains clients devant intervenir dans des situations très particulières. Les véhicules Astra ont de tout temps été réputés pour leur solidité et leur longévité. Plusieurs modèles offrent des PTRA qui peuvent atteindre 75 tonnes en version routière et 740 tonnes en convoi exceptionnel. Des versions spécifiques de ces engins sont réputées pour le travail dans la construction des tunnels, en raison d'un système breveté de recyclage des gaz d'échappement.
Tekne a commencé par la réalisation de citernes aux capacités hors normes, modifications et adaptations selon les besoins des clients mais rapidement, ses produits ont été réclamés par une plus large clientèle ce qui va inciter l'entreprise à créer une division spécialisée dans ce domaine en proposant un catalogue très vaste de ses matériels civils et militaires.
L'étape suivante a consisté pour Tekne à devenir un constructeur en réalisant des véhicules que ni Iveco ni Astra ne pouvaient réaliser car trop différents des modèles de série. Depuis 2020, Tekne a été autorisé à appliquer son logo sur les calandres des véhicules sortant de ses ateliers.
En 2018, Tekne s'est intéressé aux autobus. D'abord en réalisant des adaptations tout-terrain pour des conditions extrêmes à partir de châssis de camions Iveco ou Astra puis, en réalisant les carrosseries et les aménagements intérieurs complets.
En 2021, la société Tekne se compose de cinq divisions :
- électronique ;
- autobus et autocars ;
- équipements de secours ;
- camions ;
- véhicules et matériels militaires.

## Matériel électronique
Lors de sa création, en 1989, la société Tekne était spécialiste en électronique appliquée civile et militaire. Elle a réalisé plusieurs applications pour prendre le contrôle de tout objet télécommandé sur terre ou dans les airs. Depuis, une division spécifique a été créée, Tekne Elettronica & Sistemi qui a mis au point des robots autonomes et des drones.

## Autobus et autocars
Tekne propose de nombreuses configurations de véhicules pour le transport de personnes, pour les applications les plus diverses : des zones minières au transport urbain. Ces véhicules sont conçus et fabriqués sur les châssis Iveco ou Astra ou d'autres marques :
- autobus tout-terrain 4x4 et 6x4 ;
- véhicules tout-terrain pour le transport de personnes (Staff Carrier) ;
- véhicules de transport de personnes sur mesure ;
- bus scolaires ;
- autobus ouverts pour excursions touristiques ;
- bus spéciaux.

### Modèles standards
- Horton. Disponible en trois longueurs (9-11 et 12 m), ce modèle a été lancé en 2018 en version fermée pour un service régulier interurbain et en version avec toit ouvert (Open Top).
 Ce modèle a été choisi par l'armée de terre et de l'air italienne. Une version spécifiquement aménagée pour le transport des détenus est également proposée, Horton-P.

La version autocar de tourisme, Horton-TL est proposée en 9,5 m de longueur pouvant accueillir 35 passagers.
La version bus scolaire, Horton-SB dispose de 36+2 ou 56+2+1 places, selon la classe et l'âge des enfants.
- Aternus[2]. Ce minibus électrique a été présenté en 2019. Il est homologué M2, classe 3, selon la Directive 2007/46/CE. Il est disponible en deux longueurs, 5,6 m pour 16+1 places et 7 m pour 22+1 places.

- Histonium, nouveau modèle de minibus électrique urbain à plancher ultra bas.

## Équipements pour véhicules de secours
Tekne s'est spécialisé dans la réalisation d'équipements spéciaux pour véhicules lourds de secours routier. 
- Unité de dépannage. La base utilisée est toujours un châssis Iveco Trakker 8x8 ou Astra HD.9 8x8 sur lequel Tekne monte son matériel adapté pour récupérer et déplacer des camions en panne jusqu'au centre d'assistance. L'engin est doté d'un treuil de vingt tonnes.
- Atelier mobile. Tekne a conçu un container mobile ou fixé sur châssis, comprenant un aménagement complet de l'outillage nécessaire pour servir d'atelier de campagne civil ou militaire.
- Wreckers. Camions grues réalisés sur un châssis Astra HD9 6x6. Le constructeur revendique plus de cent véhicules livrés au Bangladesh sous l'égide de l'ONU, en 2018 et 2020.

## Camions civils
La gamme des camions/dumpers Tekne comprend :

### Graelion
Source.
La gamme Graelion repose sur un petit véhicule 4x4 multifonctionnel de 7,5 tonnes de PTAC, livrable avec six empattements en châssis cabine, plateau ou benne, capable de franchir à gué 1,10 mètre et de gravir des pentes à 100 %.

### Pipe Carrier
Source.
La gamme Pipe Carrier est construite sur la base des châssis des modèles Iveco Trakker et Astra HD.9 en configuration 8x8 ou transformés en 10x8, avec une cabine de conduite avancée et surbaissée pour transporter des masses lourdes, hautes et longues de plus de douze mètres.

### Staff Carrier
Source.
La gamme Staff Carrier concerne des châssis standards Iveco ou Astra qui reçoivent une cellule indépendante aménagée en autobus ou bureau mobile en finition standard ou luxe, pour des usages particuliers dans des conditions extrêmes :
- Iveco Daily 3 4x4 aménagé pour 14 places ou bureau mobile de surveillance des mines , carrières et volcans ;
- Iveco Eurocargo 4x2 et 4x4 aménagé pour 30 ou 40 places selon l'empattement ;
- Iveco Stralis 6x4 aménagé pour 54 places en version porteur et 79 places en version semi-remorque.

### Pacific Mine
Cette gamme est réalisée sur la base des modèles Astra HD.9. Ces camions, parmi les rares géants du monde, ont été construits pour une utilisation spécifique dans les carrières et mines à ciel ouvert.